# Chimulus
Chimulus, né le 3 mai 1946 à Paris et mort le 17 septembre 2016  à Vernon, pseudonyme de Michel Faizant, est un dessinateur de presse humoristique français..

## Biographie
Né le 3 mai 1946 dans le 15e arrondissement de Paris, Chimulus a pour père le dessinateur de presse Jacques Faizant (1918-2006), icône du quotidien Le Figaro.
Il entre progressivement dans le dessin de presse par des collaborations en « Une » du Journal du dimanche, sous forme de petits dessins du président Georges Pompidou, puis dans Elle, avec Dubouillon et Mordillo. Il a ensuite fourni en dessins Paris Match, Télé 7 jours, Marianne, Télé Magazine, Presse-Océan, Siné Hebdo ou Le Nouvel Observateur, ainsi que le site satirique en ligne Urtikan.net. Au journal La Tribune, il a contribué à populariser la page « Finance et Droit », avant de traiter tous les sujets.
Chimulus meurt d'un cancer le 17 septembre 2016 à Vernon.

## Publications
- Bureau et Cie, Paris, Eyrolles, 1998
- Valérie Ohannessian, La Banque à découvert : petit alphabet de la banque telle qu'on ne la voit pas, illustrations de Chimulus, Paris, Revue Banque édition, 2007
- Chimulus & Guillaume[5], Le Charabia du bizness, Paris, Éditéa, 2009
- Chimulus & Guillaume, Le Franglish du bizness, Puteaux, Éditéa, 2011
- Chimulus & Guillaume, Les Sigles du bizness, Puteaux, Éditéa, 2011
- Dessins malfaisants, Paris, éditions Iconovox, 2016